# WOEID
Um WOEID (em inglês, Where On Earth IDentifier, literalmente identificador de lugares na Terra) é um identificador de referência de 32 bits, originalmente definido pela GeoPlanet e agora utilizado pela Yahoo!, que identifica qualquer característica da Terra. No ano 2009, a Yahoo! liberou ao público pela primeira vez a informação do WOEID de GeoPlanet, produzindo-se a última liberação a 1 de junho de 2012. Pouco depois a Yahoo! decidiu deter a descarga de dados até que determinassem um modo melhor de utilizar os dados como parte do serviço".
Os identificadores WOEIDs são empregues por outros projetos, incluindo o Flickr, OpenStreetMap, e zWeather.